# Stanisław Rączkowski
Stanisław Józef Rączkowski (ur. 26 października 1912 w Krakowie, zm. 19 maja 2006 w Warszawie) – polski ekonomista, specjalista w zakresie międzynarodowych stosunków finansowych.

## Życiorys
Ukończył studia prawnicze i ekonomiczne na Uniwersytecie Poznańskim. W 1939 r. wydał pracę pt. Teoria pieniądza J.M. Keynesa, która była podstawą przyznania mu stopnia doktora w 1945 r.
Był komendantem Chorągwi Krakowskiej Szarych Szeregów w latach 1939–1940, a następnie kontynuował działalność konspiracyjną w Kwaterze Głównej Szarych Szeregów.
Po wojnie zajmował się pracą naukową i dydaktyczną w SGPiS. Był m.in. kierownikiem Katedry Wydziału Finansów (1963-1983). Tytuł docenta uzyskał w 1955, profesora nadzwyczajnego w 1972, a zwyczajnego w 1977 r. Na emeryturze od 1983 r. Przez wiele lat reprezentował Polskę w stosunkach z międzynarodowymi organizacjami finansowymi oraz na forum ONZ. Od 1982 r. był członkiem Konsultacyjnej Rady Gospodarczej przy Prezesie Rady Ministrów, a od 1986 członkiem Zespołu Doradców Sejmowych. Członek Komitetu Nauk Ekonomicznych PAN (od 1985 wiceprzewodniczący). Od 1982 r. był przewodniczącym Rady Naukowej Instytutu Koniunktur i Cen Handlu Zagranicznego w Warszawie.
W 1992 r. otrzymał tytuł doktora honoris causa Szkoły Głównej Handlowej, a w 1993 Akademii Ekonomicznej w Poznaniu.
Opublikował m.in. Międzynarodowe stosunki finansowe (1972 i 1984).
Pochowany na cmentarzu Powązki Wojskowe w Warszawie (kwatera A3 tuje-3-38).

## Odznaczenia
- Krzyż Komandorski Orderu Odrodzenia Polski
- Krzyż Oficerski Orderu Odrodzenia Polski
- Order Sztandaru Pracy I klasy
- Srebrny Krzyż Zasługi
- Medal 10-lecia Polski Ludowej
- Medal 40-lecia Polski Ludowej
- Medal Komisji Edukacji Narodowej
- Złota Odznaka honorowa „Za Zasługi dla Warszawy”